# Australosphenida
Australosphenida là một nhóm động vật có vú được đề xuất phân loại xếp trong phân thứ lớp Yinotheria. Australosphenida là một nhóm động vật bao gồm Ausktribosphenidae và thú Đơn huyệt. Asfaltomylos (giữa đến cuối kỉ Jura, từ Patagonia) đã được hiểu là một nhóm Australosphenid cơ bản (có đặc điểm giống với, khác với hoặc thiếu hẳn những đặc điểm đặc hữu của Ausktribosphenidae và bộ Đơn huyệt) và cũng cho thấy sự đa dạng của chúng ở Gondwanaland (siêu lục địa nằm ở Nam bán cầu cổ xưa)
Ngày nay, chỉ có năm loài thú trong nhóm phân loại động vật này còn sống sót, chúng là các loài động vật sống ở Úcvà New Guinea, nhưng thực sự ra thì hóa thạch của chúng thì đã được tìm thấy ở tận Madagascar và Argentina. Các loài sống sót bao gồm thú mỏ vịt và bốn loài thú lông nhím-echidna (Tachyglossidae). Trái ngược với các loài động vật có vú đã biết khác, chúng giữ lại các xương sau trụ như thể hiện sự hiện diện của máng sau. Các thành viên còn tồn tại (monotremes) đã phát triển tai giữa của động vật có vú một cách độc lập.

## Phân loại
- Monotremata, gồm các họ Ornithorhynchidae (thú mỏ vịt/platypus), Steropodontidae và Tachyglossidae (thú lông nhím-echidnas) và chi thú Kryoryctes
- †Henosferidae, kể cả chi Ambondro, Asfaltomylos, và Henosferus từ kỷ Jurassic của Argentina và Madagascar.
- †Ausktribosphenidae, kể cả chi Ausktribosphenos, Bishops từ thời kỳ giữa của kỷ Jurassic cho tới thời hạ Cretaceous của Australia.
- †Kollikodontidae[2]
- †Vincelestes, thỉnh thoảng được ghi nhận là Australosphenidan[3][4]
- †Tendagurutherium, gần được được liệt vào nhom Australosphenidan.[3]